# Клод Луј Бертоле
Клод Луј Бертоле (фр. Claude Louis Berthollet; Талоар, 9. децембар 1748 — Аркеј, 6. новембар 1822) је био савојски хемичар који је „постао потпредседник француског сената 1804. године"

## Биографија
Клод Луј Бертоле рођен је у Талоару, близу Анесија у Савоји.
Бертоле је, заједно са Антоаном Лавоазјеом и другима, осмислио хемијску номенклатуру, односно систем имена, који служи као основа за модерни систем називања хемијских једињења. Такође је спровео истраживања везана за фарбе и избељиваче (увевши хлор као избељивач) и открио је састав амонијака. Бертоле је био један од првих хемичара који су препознали карактеристике реверзне реакције, па самим тим и хемијски еквилибријум. Калијум хлорат (KClO3), јак оксиданс, познат је и као Бертолеова со. Нестохиометријске смеше се такође називају бертолиди у његову част.
Бертоле је био један од неколицине научника који је отишао са Наполеоном у Египат.
Умро је у Аркеју у Француској 1822. године.